# Nowyny
Nowyny (ukr. Новини) – wieś na Ukrainie, w obwodzie żytomierskim, w rejonie żytomierskim, w hromadzie Kurne. W 2001 liczyła 225 mieszkańców.